# Уилям Хершел
Уилям Хершел (Фридрих Вилхелм Хершел) (на немски: Friedrich Wilhelm Herschel; на английски: William Herschel) е английски астроном и композитор от немски произход.
Най-големите му постижения са откриването на планетата Уран и на двата ѝ спътника (Титания и Оберон), откриването на спътниците на Сатурн (Мимас и Енцелад), както и откриването на инфрачервеното излъчване. По-малко е известен като автор на 24 симфонии. Брат е на астрономката Каролина Лукреция Хершел и е баща на британския учен Джон Хершел.

## Биография
Роден е в Хановер (днешна Германия) на 15 ноември 1738 г. Баща му Исак Хершел е беден евреин, приел лутеранството и станал музикант във военен оркестър. Вилхелм учи музика и се присъединява, заедно с брат си Якоб, към същия военен оркестър като обоист. През 1755 г. полкът им е изпратен в Англия, където се установява (по онова време Кралство Великобритания и херцогство Брауншвайг-Люнебург, в чиято територия е Хановер, са свързани чрез лична уния).
През 1757 г. Вилхелм се оттегля от военна служба и започва да се занимава по-задълбочено с музика в Англия. Работи като органист и учител по музика в Халифакс (Западен Йоркшър), а след това се премества в курортния град Бат, където урежда публични концерти. Интересува се от теория на музиката и открива, че хармонията ѝ се дължи на алгебрата. По-нататъшният му път е логичен: от математика през оптика до астрономия.
Хершел купува първия си учебник по астрономия през 1773 г., когато е на 35 години. Нямайки средства за закупуване на телескоп, той започва сам да шлифова огледала и да конструира телескопи. Буквално с първото си наблюдение в самоделния си телескоп през 1781 открива комета, която по-късно се оказва планетата Уран. Но Хершел не я нарича така – той посвещава планетата на тогавашния крал на Англия Джордж III и я нарича „Звездата на Джордж“ (Georgium Sidus), но името не влиза в употреба. Но инициативата на Хершел не остава незабелязана – крал Джордж го назначава за кралски астроном и му осигурява средства за строеж на отделна обсерватория.
От 1782 г. нататък Хершел, асистиран от сестра си Каролина, постоянно усъвършенства телескопите, правейки и астрономически наблюдения. До 1788 Хершел регистрира повече от 1000 непознати дотогава небесни обекта, включително двата спътника на Уран – Титания и Оберон. Открива и инфрачервената светлина с елегантен експеримент. Разделяйки слънчевата светлина с призма, Хершел поставя термометър точно зад червената лента на видимия спектър и показва, че температурата се повишава и следователно на термометъра въздействат лъчи, недостъпни за човешкото зрение.
Хершел създава някои от най-добрите огледални телескопи за времето си, постигайки невиждано дотогава качество на огледалата. През 1789 г. построява най-големия си телескоп (фокусно разстояние 12 m, диаметър на огледалото 126 cm), който остава най-голям в света за следващите 50 години.
Извън астрономията научните възгледи на Хершел са малко странни. Той например предполага, че всички планети са обитаеми, че под горещата атмосфера на Слънцето има плътен слой облаци, а под тях – твърда повърхност като на планета и т.н.
Умира на 25 август 1822 година в Слау, Англия. Остава до днес сред най-уважаваните астрономи в историята.